# .tg
.tg는 토고의 인터넷 국가 코드 최상위 도메인이다. 이 최상위 도메인으로 등록하는 사람에게 분명 제한이 없지만 토고 밖에서 그리 많이 쓰이지 않는다.
2007년에, 기본 웹 기반의 후이즈 기능이 제공됨에도 불구하고 온라인 등록 및 도메인 관리 기능을 등록 사이트에서 사용할 수 없다.